# Gail O’Grady

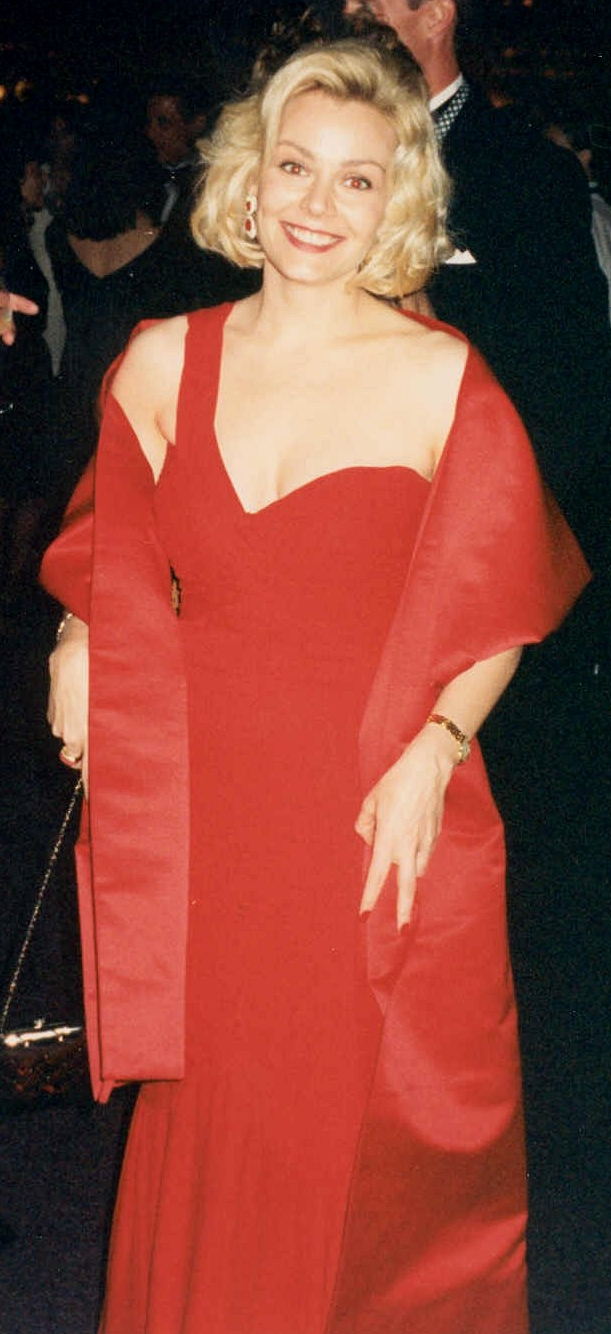
Gail O’Grady bei der Emmy-Verleihung 1994

Gail Ann O’Grady (* 23. Januar 1963 in Detroit, Michigan) ist eine US-amerikanische Schauspielerin.

## Leben
Gail Ann O’Grady wurde als Tochter von Jan und Jim O’Grady, einem Finanzberater, geboren. Sie wuchs in Michigan, Illinois und Wisconsin auf und machte 1981 ihren Abschluss an der Wheaton North High School. Noch bevor sie 1986 nach Los Angeles zog, trat sie in einigen Werbespots auf. Sie spielte unter anderem eine erotische Nachbarin in einem Pepsi-Werbespot mit Michael J. Fox.
Nachdem sie bereits in Fernseh- und Spielfilmen wie Beverly Hills Boys Club, Todesgrüße aus dem Jenseits und Chaos in Hollywood mitgespielt hatte, war es die Rolle der Donna Abandando in der Fernsehserie New York Cops – NYPD Blue, die sie von 1993 bis 1999 spielte, die sie international bekannt machte. Für diese Rolle erhielt sie bei den Satellite Awards 1996 eine Nominierung als beste Nebendarstellerin. Außerdem war sie für die Darstellung der Donna Abandando dreimal für den Emmy als beste Nebendarstellerin und dreimal für die Screen Actors Guild Awards für das beste Schauspielensemble nominiert, wobei sie letzteren Preis bei den Screen Actors Guild Awards 1995 gewinnen konnte.
Gail O’Grady war bisher sechsmal verheiratet. Ihr erster Ehemann war Richard Dasko (1981–1983), es folgten Severin Wunderman (1987), Jeffrey Byron (1990–1991), Steve Fenton (1995–1996), Anthony J. Pellegrino (1998–2000) und John Stamatakis (2004–2008). Mit John Stamatakis hat sie einen gemeinsamen Sohn, der 2004 geboren und nach ihrem älteren Bruder, der im selben Jahr verstarb, benannt wurde.

## Filmografie (Auswahl)

### Filme
- 1987: Beverly Hills Boys Club (Billionaire Boys Club, Fernsehfilm)
- 1988: Todesgrüße aus dem Jenseits (Blackout)
- 1990: Hände weg von Stefanie! (Nobody’s Perfect)
- 1990: Leute wie wir (People Like Us, Fernsehfilm)
- 1991: Chaos in Hollywood (The Hit Man, Fernsehfilm)
- 1995: Brutale Exzesse – Skandal in der Navy (She Stood Alone: The Tailhook Scandal, Fernsehfilm)
- 1995: Tod nach Schulschluß – Eine Lehrerin unter Anklage (Trial by Fire, Fernsehfilm)
- 1996: Das große Basketball-Kidnapping (Celtic Pride)
- 1997: Im Spiegelbild der Gewalt (The Three Lives of Karen, Fernsehfilm)
- 1997: Medusa’s Child – Atombombe an Bord der 737 (Medusa’s Child, Fernsehfilm)
- 1997: Noch einmal mit Gefühl (That Old Feeling)
- 1997: Stunden der Gewalt (Every 9 Seconds, Fernsehfilm)
- 1999: Rent a Man – Ein Mann für gewisse Sekunden (Deuce Bigalow: Male Gigolo)
- 1999: Wesleys Feuerprobe (Walking Across Egypt)
- 2000: Der Mann der Anderen (Another Woman’s Husband)
- 2000: Karrieregeil (Out of Sync, Fernsehfilm)
- 2000: Ruhet sanft! (Sleep Easy, Hutch Rimes)
- 2005: Mayday – Katastrophenflug 52 (Mayday, Fernsehfilm)
- 2007: The Sitter – Das Kindermädchen (While the Children Sleep, Fernsehfilm)
- 2007: All I want for Christmas (Fernsehfilm)
- 2008: Big Fat Important Movie (An American Carol)
- 2009: Wake Up! – Lebe deinen Traum (Living Out Loud, Fernsehfilm)
- 2009: The House That Jack Built
- 2010: Circle
- 2010: After the Fall (Fernsehfilm)
- 2011: Chromeskull: Laid to Rest 2
- 2013: Shadow on the Mesa (Fernsehfilm)
- 2013: Sins of the Preacher (Murder in a Small Town, Fernsehfilm)
- 2013: The Mystery Cruise (Fernsehfilm)
- 2015: Mothers of the Bride
- 2015: The Right Girl (Fernsehfilm)
- 2015: Enough About Jack (Fernsehfilm)
- 2017: Love on Ice (Fernsehfilm)
- 2017: Lycan
- 2021: The Wedding Pact 2: The Baby Pact
- 2024: Boneyard
- 2025: Love in the Clouds (Fernsehfilm)

### Serien
- 1986–1990: Matlock (2 Folgen)
- 1988: In der Hitze der Nacht (In the Heat of the Night, Folge 1x03)
- 1988: China Beach (11 Folgen)
- 1989: Superboy (Folge 1x24)
- 1990: Cheers (Folge 8x15)
- 1992: Mord ist ihr Hobby (Murder, She Wrote, Folge 8x21)
- 1993: Time Trax – Zurück in die Zukunft (Time Trax, Folge 1x03)
- 1993: Mann muss nicht sein (Designing Women, 2 Folgen)
- 1993–1999: New York Cops – NYPD Blue (NYPD Blue, 58 Folgen)
- 2002–2007: Monk (3 Folgen)
- 2002–2005: American Dreams (61 Folgen)
- 2005: Hot Properties – Gut gebaut und noch zu haben (Hot Properties, 13 Folgen)
- 2006: Two and a Half Men (2 Folgen)
- 2007: Boston Legal (7 Folgen)
- 2008: Desperate Housewives (4 Folgen)
- 2008: The Mentalist (Folge 1x01)
- 2009: Ghost Whisperer – Stimmen aus dem Jenseits (Ghost Whisperer, Folge 4x22)
- 2009: Law & Order: Special Victims Unit (Folge 10x19)
- 2009: True Jackson (True Jackson, VP, Folge 1x20)
- 2010–2011: Hellcats (19 Folgen)
- 2011: Hawaii Five-0 (Folge 2x12)
- 2013: Rules of Engagement (Folge 7x04)
- 2013: The Crazy Ones (Folge 1x01)
- 2014–2015: Revenge (11 Folgen)
- 2015: Code Black (Folge 1x03)
- 2016: Fresh Off the Boat (Folge 3x07)
- 2017: Training Day (Folge 1x07)
- 2018–2020: Criminal Minds (6 Folgen)

## Auszeichnungen
Emmy-Award
- 1994: Nominierung als Beste Nebendarstellerin in einer Dramaserie für NYPD Blue
- 1995: Nominierung als Beste Nebendarstellerin in einer Dramaserie für NYPD Blue
- 1996: Nominierung als Beste Nebendarstellerin in einer Dramaserie für NYPD Blue

Screen Actors Guild Award
- 1995: Bestes Schauspielensemble in einer Dramaserie für NYPD Blue
- 1996: Nominierung als Bestes Schauspielensemble in einer Dramaserie für NYPD Blue
- 1997: Nominierung als Bestes Schauspielensemble in einer Dramaserie für NYPD Blue

Satellite Award
- 1997: Nominierung als Beste Nebendarstellerin – Fernsehserie, Miniserie oder Fernsehfilm für NYPD Blue

Young Artist Award
- 2004: Nominierung als Beliebtestes Elternpaar Mom & Dad in einer Fernsehserie für American Dreams (mit Tom Verica)